# Riocentro

Riocentro nhìn từ trên cao

Riocentro là một trung tâm hội nghị và triển lãm tọa lạc tại Rio de Janeiro, Brazil. Đây là trung tâm triển lãm lớn nhất khu vực Mỹ Latinh và được xây dựng năm 1977.

## Sự kiện nổi bật

### Vụ tấn công Ngày Quốc tế Lao động 1981
Ngày 30 tháng 4 năm 1981, trong một buổi hòa nhạc mừng ngày Quốc tế Lao động, Riocentro là mục tiêu của một vụ khủng bố được thực hiện bởi những thành viên cứng rắn của chế độ độc tài quân sự Brasil (1964–1985).

### Hội nghị Trái Đất
Năm 1992, Riocentro tổ chức Hội nghị thượng đỉnh Trái Đất của Liên Hợp Quốc.

### Sự kiện thể thao
Năm 2007, Riocentro tổ chức một số môn tại Đại hội thể thao Liên châu Mỹ ở một vài nhà thi đấu. Sức chứa của các nhà thi đấu dao động từ 2000 tới 4500 người. Khi Rio vận động đăng cai Thế vận hội Mùa hè 2016 và Paralympic và giành chiến thắng tháng 10 năm 2009, bốn trong số sáu được đề xuất làm địa điểm thi đấu. Nhà thi đấu số 2 tổ chức quyền Anh Olympic, Nhà thi đấu số 3 tổ chức bóng bàn Olympic và Paralympic, Nhà thi đấu số 4 tổ chức cầu lông, và Nhà thi đấu số 6 tổ chức cử tạ. Tại FIFA World Cup 2014, Riocentro được sử dụng làm trụ sở của Trung tâm truyền hình quốc tế (IBC).